# Blaubach
Blaubach là một xã thuộc huyện Kusel, bang Rheinland-Pfalz, phía tây nước Đức. Xã Blaubach có diện tích 3,14 km², dân số thời điểm ngày 31 tháng 12 năm 2006 là 441 người.